# Aḩmadābād (ort i Iran, Östazarbaijan)
Aḩmadābād (persiska: احمد آباد, Aḩmadābād-e Garūs) är en ort i Iran.   Den ligger i provinsen Östazarbaijan, i den nordvästra delen av landet, 400 km nordväst om huvudstaden Teheran. Aḩmadābād ligger 1 705 meter över havet och antalet invånare är 516.
Terrängen runt Aḩmadābād är huvudsakligen kuperad, men österut är den platt. Terrängen runt Aḩmadābād sluttar västerut. Runt Aḩmadābād är det ganska glesbefolkat, med 40 invånare per kvadratkilometer. Närmaste större samhälle är Āq Kand, 15,1 km sydost om Aḩmadābād. Trakten runt Aḩmadābād består i huvudsak av gräsmarker.